# Søndre Ringvej (Rønne)
 For alternative betydninger, se Søndre Ringvej. (Se også artikler, som begynder med Søndre Ringvej)
Søndre Ringvej  er en to sporet ringvej der går igennem det sydlige Rønne. Den er med til at lede trafikken syd om Rønne Centrum, så byen ikke bliver belastet af for meget gennemkørende trafik.
Vejen forbinder Åkirkebyvej i nord med Stampevej i syd, og har forbindelse til Strandvejen, Robbedalevej, og Stampen Vej.